# Elaeagnus courtoisii
Elaeagnus courtoisii là một loài thực vật có hoa trong họ Elaeagnaceae. Loài này được Belval mô tả khoa học đầu tiên năm 1933.